# محیط تاریخی اسکاتلند
محیط تاریخی اسکاتلند 
(به گیلیک اسکاتلندی: Àrainneachd Eachdraidheil Alba)، و (به انگلیسی: Historic Environment Scotland) یا (HES اچ‌ای‌اس)، یک نهاد عمومی غیر دپارتمانی اجرایی مسئول رسیدگی، نگهداری و ارتقای محیط تاریخی اسکاتلند است. این سازمان در سال ۲۰۱۵ از ادغام سازمان دولتی اسکاتلند تاریخی و «کمیسیون سلطنتی آثار باستانی و تاریخی اسکاتلند» (RCAHMS آرسی‌ای‌اچ‌ام‌اس) تشکیل شد. در میان دیگر وظیفه‌ها، (HES اچ‌ای‌اس) نگهداری بیش از ۳۰۰ بنا با اهمیت ملی بالا از جمله دژ ادینبورو، سکارا برای و بلندی‌های «فورت جورج».

## تاریخچه
در اجرای تصویب‌نامهٔ پارلمان اسکاتلند که در تاریخ ۳ مارس ۲۰۱۴، سازمان‌های دولتی اسکاتلند تاریخی و «کمیسیون سلطنتی آثار باستانی و تاریخی اسکاتلند» منحل شدند و وظایف آن‌ها در تاریخ ۱ اکتبر ۲۰۱۵ به محیط تاریخی اسکاتلند (HES اچ‌ای‌اس)، منتقل شد.